# Campeonato Pernambucano de Futebol de 2023 - Série A3
A Série A3 do Campeonato Pernambucano de Futebol de 2023 ou Pernambucano 2023 Betnacional - Série A3 por motivos de patrocínio, foi oficialmente a 01.ª edição da divisão correspondente ao terceiro nível do futebol profissional entre clubes de futebol do estado de Pernambuco, organizado pela Federação Pernambucana de Futebol — (FPF-PE).
A competição marcou o retorno e a inclusão do torneio, no calendário profissional da FPF-PE. Realizada entre 14 de outubro à 25 de novembro de 2023, teve como campeão, o Ypiranga-PE após vencer o Santa Fé no estádio Limeirão, pelo placar de 1 a 0.

## Regulamento
A competição contará com sete clubes/associações e a competição será realizada em turno único, em confronto de todos contra todos. Serão realizados 21 jogos e será apontado campeão, o clube que somar mais pontos na competição, se sagrando campeão do Campeonato Pernambucano Betnacional Série A3. Os dois melhores colocados conquistam o acesso para Série A2 de 2024.

## Classificação
| Pos | Equipe          | Pts | J | V | E | D | GP | GC | SG  | Classificação ou descenso                   |     | YPI | IPJ | CAB | SFE | BAR | SFC | AFC |
| --- | --------------- | --- | - | - | - | - | -- | -- | --- | ------------------------------------------- | --- | --- | --- | --- | --- | --- | --- | --- |
| 1   | Ypiranga-PE     | 15  | 6 | 5 | 0 | 1 | 10 | 2  | +8  | Campeão e promovido à Série A2 de 2024      |     | —   | 0–1 | 2–1 | 1–0 |     |     |     |
| 2   | Ipojuca         | 13  | 6 | 4 | 1 | 1 | 13 | 2  | +11 | Vice-campeão e promovido à Série A2 de 2024 |     |     | —   |     |     | 5–0 | 0–1 | 3–0 |
| 3   | Cabense         | 13  | 6 | 4 | 1 | 1 | 12 | 5  | +7  |                                             |     |     | 1–1 | —   | 3–1 |     | 4–0 |     |
| 4   | Santa Fé        | 7   | 6 | 2 | 1 | 3 | 6  | 9  | −3  |                                             |     | 0–3 |     | —   |     | 1–0 | 3–1 |     |
| 5   | Barreiros       | 5   | 6 | 1 | 2 | 3 | 4  | 13 | −9  |                                             |     |     | 1–2 | 1–1 | —   |     |     |     |
| 6   | Serrano-PE      | 4   | 6 | 1 | 1 | 4 | 3  | 10 | −7  |                                             | 0–2 |     |     | 1–2 | 1–1 | —   |     |     |
| 7   | Águia de Cumaru | 3   | 6 | 1 | 0 | 5 | 3  | 10 | −7  |                                             | 0–1 |     | 0–1 |     | 0–1 |     | —   |     |

## Estatísticas

### Artilharia
| Pos. | Jogador   | Equipe    | Gols |
| ---- | --------- | --------- | ---- |
| 1º   | Valdeir   | Ipojuca   | 5    |
| 2º   | Adryan    | Santa Fé  | 3    |
| 2º   | Dorthan   | Barreiros | 3    |
| 2º   | Rogerinho | Cabense   | 3    |

## Premiação
| Campeonato Pernambucano de Futebol de 2023 - Série A3 |
| ----------------------------------------------------- |
| Ypiranga-PE Campeão (1.° título)                      |

| Vice-campeão: | Terceiro colocado: | Quarto colocado: | Artilheiro:                 |
| ------------- | ------------------ | ---------------- | --------------------------- |
| Ipojuca       | Cabense            | Santa Fé         | Valdeir (Ipojuca ) – 5 gols |